# Tomáš Pekhart
Tomáš Pekhart (Sušice, Checoslovaquia, 26 de mayo de 1989) es un futbolista internacional checo que juega de delantero y su último equipo fue el Legia de Varsovia de la Ekstraklasa polaca.

## Carrera
Pekhart comenzó su carrera en el TJ Sušice de su ciudad natal, trasladándose posteriormente al TJ Klatovy antes de unirse al Slavia Praga en 2003. Fue convocado para Campeonato Europeo Sub-17 de la UEFA 2006 en Luxemburgo, disputando y anotando en la final contra Rusia. El delantero checo se unió al Tottenham Hotspur en el verano de 2006, tras abandonar el Slavia.
En agosto de 2008 se marchó al Southampton F. C. de la Premier League de Inglaterra en calidad de préstamo. Debutó en liga el 14 de septiembre contra el Queens Park Rangers, dónde el Southampton perdió 4-1. Anotó su primer y único gol con el Southampton en el empate frente al Ipswich Town. Regresó a los Spurs en enero de 2009 y el día de la fecha límite de transferencia volvería a su antiguo club Slavia Praga con un préstamo a largo plazo hasta 2010. Pese a ello, el 12 de enero de 2010, el club checo FK Jablonec confirmó su traspaso, firmando por 3 años y medio.
Después de haber jugado solamente mitad de temporada, el Sparta Praga confirmó su préstamo. Más adelante, el 1 de julio de 2011, firmó por el 1. F. C. Núremberg de la Bundesliga alemana. En agosto de 2014 pasó a formar parte del F. C. Ingolstadt 04, con el que logró el ascenso a la máxima categoría del fútbol alemán. En el mercado de invierno de la temporada siguiente fichó por el AEK Atenas de la Superliga de Grecia, debutando con el club ateniense el 4 de febrero de 2016 en el empate 1–1 contra el Iraklis de Tesalónica en el Estadio Kaftanzoglio.
El 21 de julio de 2017 fichó por el Hapoel Be'er Sheva por tres años. En agosto de 2018 fue fichado por la U. D. Las Palmas por dos temporadas. Tras temporada y media en el conjunto canario, el 10 de febrero de 2020 fichó por el Legia de Varsovia de Polonia. En la temporada 2020-21 fue el máximo goleador de la Ekstraklasa, anotando 22 goles para el Legia y coronándose campeón de liga con el club varsoviano. Después de rechazar la propuesta de renovación del Legia, abandonó el club de la capital polaca el 30 de junio de 2022. Su carrera prosiguió brevemente en el Gaziantep F. K. turco, donde tan solo estuvo cuatro meses tras llegar a un acuerdo para rescindir su contrato en diciembre, registrando solamente 12 encuentros y anotando un único gol en la victoria por 5-2 frente al Antalyaspor, el 26 de agosto de 2022. En enero regresó al Legia de Varsovia después de firmar hasta el final de la temporada 2023-24. El 20 de junio de 2024 renovó su contrato un año más con el equipo legionario. Terminada su vinculación con el Legia, quedó como agente libre al concluir la campaña 2024-25.

## Selección nacional
Pekhart representó a la República Checa en la Copa Mundial de Fútbol Sub-20 de 2007 celebrada en Canadá, siendo el jugador más joven del combinado checo, con 18 años recién cumplidos. Disputó un total de siete partidos, incluida la final contra Argentina, país que se alzaría con el título después del tanto de Mauro Zárate poco antes de completarse los 90 minutos. Su debut con la selección absoluta se produjo el 22 de mayo de 2010, en un partido amistoso contra Turquía. Desde entonces ha sido internacional en 23 ocasiones, anotando dos goles. En junio de 2021 fue convocado para disputar la Eurocopa 2020, siendo uno de los cuatro delanteros elegidos por el técnico Jaroslav Šilhavý para representar a la República Checa en la competición.

### Goles internacionales
| # | Fecha                 | Estadio                                     | Oponente | Gol | Resultado | Competición                                                  |
| - | --------------------- | ------------------------------------------- | -------- | --- | --------- | ------------------------------------------------------------ |
| 1 | 12 de octubre de 2012 | Stadion města Plzně, Plzeň, República Checa | Malta    | 2–1 | 3–1       | Clasificación de UEFA para la Copa Mundial de Fútbol de 2014 |
| 2 | 11 de octubre de 2013 | Ta' Qali National Stadium, Ta' Qali, Malta  | Malta    | 4–1 | 4–1       | Clasificación de UEFA para la Copa Mundial de Fútbol de 2014 |

## Palmarés

### Títulos nacionales
| Título                               | Club               | País            | Año  |
| ------------------------------------ | ------------------ | --------------- | ---- |
| Liga de Fútbol de la República Checa | S. K. Slavia Praga | República Checa | 2009 |
| Copa de Grecia                       | AEK F. C.          | Grecia          | 2016 |
| Supercopa de Israel                  | Hapoel Be'er Sheva | Israel          | 2017 |
| Ligat ha'Al                          | Hapoel Be'er Sheva | Israel          | 2018 |
| Ekstraklasa                          | Legia de Varsovia  | Polonia         | 2020 |
| Ekstraklasa                          | Legia de Varsovia  | Polonia         | 2021 |
| Copa de Polonia                      | Legia de Varsovia  | Polonia         | 2023 |
| Supercopa de Polonia                 | Legia de Varsovia  | Polonia         | 2023 |
| Copa de Polonia                      | Legia de Varsovia  | Polonia         | 2025 |